# Stade municipal de Los Pozos
Le Stade municipal de Los Pozos (en espagnol : Estadio Municipal de Los Pozos), est un stade de football espagnol situé dans la ville de Puerto del Rosario, sur l'île de Fuerteventura dans les Îles Canaries.
Le stade, doté de 2 000 places et inauguré en 1954, sert d'enceinte à domicile à l'équipe de football du CD Unión Puerto.